# Drepananthus pubescens
Drepananthus pubescens är en kirimojaväxtart som först beskrevs av Rudolph Herman Scheffer och som fick sitt nu gällande namn av Siddharthan Surveswaran och Richard M.K. Saunders.
Drepananthus pubescens ingår i släktet Drepananthus och familjen kirimojaväxter. Inga underarter finns listade i Catalogue of Life.